# Sorcha Cusack
Sorcha Cusack (Dublin, 1949. április 9. –) ír színésznő.

## Életpályája
Dublinban született Cyril Cusack és Maureen Cusack színészpár lányaként.
1973-ban kezdte karrierjét a Jane Eyre minisorozat főszerepével, és azóta számos televíziós sorozatban és filmben, valamint játékfilmben szerepelt.
Cusack kiterjedt színpadi karriert futott be, ideértve a dublini Gate Theatre szezonjait, ahol debütált a színházban, a dublini Abbey Theatreben, a Royal Shakespeare Companyban, a Royal Exchangeben, Manchesterben és a londoni Nemzeti Színházban (Royal National Theatre).

## Filmográfia

### Televíziós sorozatai
| Év          | Eredeti cím                         | Magyar cím                      | Szerep               | Megjegyzések                                      |
| ----------- | ----------------------------------- | ------------------------------- | -------------------- | ------------------------------------------------- |
| 2023        | Murdoch Mysteries                   | Murdoch nyomozó rejtélyei       | Hilda Fanshaw        | 2 epizód                                          |
| 2021        | Mrs. Brown's Boys                   |                                 | Ethel Hitchings      | 13 epizód                                         |
| 2018–2022   | A Discovery of Witches              | A boszorkányok elveszett könyve | Marthe               | 12 epizód                                         |
| 2015        | River                               |                                 | Bridie Stevenson     | 5 epizód                                          |
| 2013–2022   | Father Brown                        | Brown atya                      | Bridgette McCarthy   | 98 epizód                                         |
| 2012        | Merlín                              | Merlin kalandjai                | Finna                | epizód "The Kindness of Strangers"                |
| 2012        | White Heat                          |                                 | Orla                 | epizód "The Sea of Trees" - mini-sorozat          |
| 2012        | Love Life                           |                                 | Liz                  | 2 epizód                                          |
| 2011        | Lewis                               |                                 | Prof. Joanna Pinnock | epizód "Wild Justice"                             |
| 2011        | Mrs. Brown's Boys                   |                                 | Hilary Nicholson     | 2 epizód                                          |
| 2011        | Silent Witness                      |                                 | Miranda Silverlake   | 2 epizód                                          |
| 2010–2011   | Pete Versus Life                    |                                 | Noreen               | 6 epizód                                          |
| 2009        | The Royal                           |                                 | Sinead Donahue       | 2 epizód                                          |
| 2008        | Coronation Street                   |                                 | Helen Connor         | 19 epizód                                         |
| 2006        | Dalziel and Pascoe                  |                                 | Kath Heaton          | epizód "Glory Days: Part 2"                       |
| 2006        | Judge John Deed                     |                                 | Gerry Lyon           | epizód "One Angry Man"                            |
| 2004        | Coming Up                           |                                 | Madre                | epizód "Tame"                                     |
| 2004        | Pulling Moves                       |                                 | Concepta McCluskey   | epizód "The Pirate and the Choirboys"             |
| 2004        | The Inspector Lynley Mysteries      |                                 | Nan Maiden           | epizód "In Pursuit of the Proper Sinner"          |
| 2002        | Playing the Field                   |                                 | Ruth Hobbs           | 2 epizód                                          |
| 1999        | Eureka Street                       |                                 | Caroline             | 3 epizód - mini-sorozat                           |
| 1994 - 1997 | Casualty                            |                                 | Kate Wilson          | 75 epizód                                         |
| 1994        | Shakespeare: The Animated Tales     |                                 | Woodville Erzsébet   | epizód "King Richard III" - mini-sorozat          |
| 1994        | The Bill                            |                                 | Mrs. Beatty          | epizód "All the Comforts of Home"                 |
| 1993        | Rides                               |                                 | Betty                | epizód # 2.5                                      |
| 1993        | Maigret                             |                                 | Blanche Lamotte      | epizód "Maigret and the Minister"                 |
| 1993        | Agatha Christie's Poirot            | Agatha Christie: Poirot         | Margaret Opalsen     | 41. epizód "Ékszerrablás a Grand Metropolitanben" |
| 1992        | Inspector Morse                     |                                 | Joyce Garrett        | epizód "Cherubim & Seraphim"                      |
| 1991        | Boon                                |                                 | Kathleen Roach       | epizód "Trial and Error"                          |
| 1990        | Screenplay                          |                                 | Grania               | epizód "August Saturday"                          |
| 1990        | The Real Charlotte                  |                                 | Lucy Lambert         | 2 epizód - mini-sorozat                           |
| 1989        | Confessional                        |                                 | Mrs. Malone          | epizód # 1.3                                      |
| 1988        | The Modern World: Ten Great Writers |                                 | Molly Bloom          | epizód "James Joyce's 'Ulysses'" - mini-sorozat   |
| 1980        | The Square Leopard                  |                                 | Nesta Wright         | 6 epizód                                          |
| 1980        | Spy!                                |                                 | Inge Pohl            | epizód "The Murder Machine"                       |
| 1977        | The Velvet Glove                    |                                 | Ursula               | epizód "Married Love"                             |
| 1974        | Rooms                               |                                 | Sally                | 2 epizód                                          |
| 1974        | Napoleon and Love                   |                                 | Hortense             | 5 epizód - mini-sorozat                           |
| 1974        | Within These Walls                  |                                 | Elaine Reynolds      | epizód "A Sense of Duty"                          |
| 1973        | Jane Eyre                           |                                 | Jane Eyre            | 5 epizód - mini-sorozat                           |

### Filméi
| Év   | Eredeti cím            | Szerep      | Magyar cím |
| ---- | ---------------------- | ----------- | ---------- |
| 2000 | Snatch                 | Mamá O’Neil | Blöff      |
| 2016 | Modern Life Is Rubbish | Mary        |            |
| 1982 | Angel                  | Mary        |            |

## Fordítás
- Ez a szócikk részben vagy egészben  a   Sorcha Cusack című német Wikipédia-szócikk fordításán alapul.  Az eredeti cikk szerkesztőit annak laptörténete sorolja fel. Ez a jelzés csupán a megfogalmazás eredetét és a szerzői jogokat jelzi, nem szolgál a cikkben szereplő információk forrásmegjelöléseként.
- Ez a szócikk részben vagy egészben  a   Sorcha Cusack című spanyol Wikipédia-szócikk fordításán alapul.  Az eredeti cikk szerkesztőit annak laptörténete sorolja fel. Ez a jelzés csupán a megfogalmazás eredetét és a szerzői jogokat jelzi, nem szolgál a cikkben szereplő információk forrásmegjelöléseként.